# John Gingell
Sir John Gingell (3 febbraio 1925 – 10 dicembre 2009) è stato un ufficiale inglese.

## Biografia
Era il figlio di Ernest Gingell, e di sua moglie, Hilda Attwood. Studiò alla St Boniface's Catholic College, a Plymouth.

## Carriera
Fu commissionato nel RAFVR nell'aprile 1945. Pochi mesi dopo venne trasferito nel RNVR, prendendo servizio nella Fleet Air Arm. Nel 1951 è tornato alla Royal Air Force nel No. 58 Squadron.
Nel 1963 è stato nominato responsabile del comando del No. 27 Squadron e nel 1966 è diventato vicedirettore del personale del Defence Operations del Ministero della difesa. Fu Assistente Militare del presidente del Comitato militare nel quartier generale della NATO nel 1968, Air Officer Administration presso la sede centrale della RAF in Germania nel 1970 e Air Officer Commanding del No. 23 Group nel 1974. Dopodiché è diventato Assistente Capo di Stato Maggiore della Difesa nel 1975, membro del personale nel 1978 e responsabile del comando in capo al Comando Supporto RAF nel 1980.
Nel 1981 divenne Vice Comandante in Capo delle Forze Alleate Europa centrale e si ritirò nel 1984.
Fino al 1992 fu Gentleman Usher of the Black Rod nelle Camere del Parlamento.

## Matrimonio
Nel 1949 sposò Prudence Johnson ed ebbero tre figli: John, Nicholas e Alexandra.